# Сейфолла
Сейфолла (каз. Сейфолла; до 2009 года — Сейфуллино) — упразднённое село в районе Магжана Жумабаева Северо-Казахстанской области Казахстана. Входило в состав Тамановского сельского округа. Исключено из учётных данных в 2024 году.
Код КАТО — 593675400.

## История
До 2013 года село входило в состав упразднённого Майбалыкского сельского округа.

## Население
В 1999 году население села составляло 511 человек (240 мужчин и 271 женщина). По данным переписи 2009 года в селе проживало 183 человека (89 мужчины и 94 женщины).